# George Nicol
George Nicol, född 28 december 1886 i Battersea i Storlondon, död 28 januari 1967 i Brighton, var en brittisk friidrottare.
Nicol blev olympisk bronsmedaljör på 4 x 400 meter vid sommarspelen 1912 i Stockholm.